# جانگ یو سانگ
جانگ یو سانگ (کره‌ای: 장유상؛ زادهٔ ۲۸ سپتامبر ۱۹۹۱) بازیگر و مدل اهل کره جنوبی است. او به خاطر ایفای نقش اصلی در فیلم‌های تنها یک شب و با من بمان شناخته می‌شود. او همچنین به خاطر نقش مکمل در مجموعه‌های تلویزیونی همچون نواقص عشق، همسایه بغلی اکسو و ملکه مرموز ۲ نیز شناخته می‌شود.